# Jean-Jacques Annaud
Jean-Jacques Annaud (Juvisy-sur-Orge, 1 oktober 1943) is een Franse filmregisseur, -scenarist en -producent.

## Carrière
Annaud kreeg in 1976 de Oscar voor beste buitenlandse film voor zijn eerste film La Victoire en chantant. Deze bekroning zorgde ervoor dat de film het jaar daarop in Europa opnieuw werd uitgebracht, nu onder de titel Noirs et Blancs en couleur. Annaud maakte meer dan 500 reclamefilms maar verkreeg vooral bekendheid door het regisseren van films.

## Filmografie

### Korte films
- 1962: Les 7 péchés capitaux du cinéaste

### Middellange films
- 1994: Wings of courage (Guillaumet, les ailes du courage)

### Speelfilms
- 1976: La Victoire en chantant (Noirs et Blancs en couleur)
- 1979: Coup de tête
- 1981: La Guerre du feu (naar de gelijknamige roman van Rosny Aîné)
- 1986: The Name of the Rose (naar de roman Il nome della rosa van Umberto Eco)
- 1988: L'Ours (naar het dierenverhaal The Grizzly King van James Oliver Curwood)
- 1992: L'Amant (naar de gelijknamige roman van Marguerite Duras)
- 1997: Seven Years in Tibet (naar de roman  Sieben Jahre in Tibet. Mein Leben am Hofe des Dalai Lama van Heinrich Harrer)
- 2001: Enemy at the Gates
- 2004: Two Brothers
- 2007: Sa Majesté Minor
- 2011: Day of the Falcon (naar de roman South of the Heart: A Novel of Modern Arabia / The Great Thirst / The Arab van Hans Ruesch)
- 2015: Wolf Totem (naar de gelijknamige semi-autobiografische roman van Lü Jiamin)
- 2022: Notre-Dame brûle

### Scenarist
- 1978: Je suis timide mais je me soigne (Pierre Richard)
- 2000: Running free (Crinière au vent, une âme indomptable) (Sergei Bodrov)

## Prijzen
- 1976: La victoire en chantant: Oscar voor beste buitenlandse film
- 1981: La Guerre du feu: César voor beste film en César voor beste regisseur
- 1986: The Name of the Rose: César voor beste buitenlandse film
- 1989: L’Ours: César voor beste regisseur

- Bibsys: 90615286
- Biblioteca Nacional de España: XX1416423
- Bibliothèque nationale de France: cb12099596q (data)
- Catàleg d'autoritats de noms i títols de Catalunya: 981058609633206706
- CiNii: DA0692017X
- Gemeinsame Normdatei: 11909794X
- International Standard Name Identifier: 0000 0001 2099 3677
- Library of Congress Control Number: n88219901
- Bibliotheek van het Japanse parlement: 00462387
- Nationale Bibliotheek van Tsjechië: pna2006334520
- Nationale bibliotheek van Australië: 42362610
- Nationale Bibliotheek van Israël: 987007453746205171
- Nationale Bibliotheek van Polen: a0000001269629
- Nederlandse Thesaurus van Auteursnamen: 074124889
- Istituto Centrale per il Catalogo Unico: RAVV073699
- SNAC: w63n303s
- Système universitaire de documentation: 029439000
- Trove: 1457737
- Virtual International Authority File: 17251887
- WorldCat: E39PBJqk8y4KRXm8MhjJfkjHmd